# Klim Šipenko
Klim Šipenko (Mosca, 16 giugno 1983) è un regista russo.

## Filmografia parziale

### Regista
- Saljut-7 (2017)
- Tekst (2019)
- Cholop (2019)
- La sfida (2023)

### Produttore
- Choču zamuž (2022)